# Iain M. Banks
Iain M. Banks (anglès: Iain Banks)  (Dunfermline, 16 de febrer de 1954 - Kirkcaldy, 9 de juny de 2013) va ser un escriptor escocès que signà amb aquest nom les seves obres de ciència-ficció i sense la M la resta de llibres. Va estudiar llengües i filosofia i fou un gran aficionat a la música rock.
Dins les novel·les de ciència-ficció, destaca la saga d'obres independents al voltant de la Cultura, una civilització futurista basada en la igualtat, el domini tecnològic (la intel·ligència artificial pot tenir consciència) i la llibertat dels seus habitants, que conviuen amb altres races bàrbares, oposades a aquesta utopia.
Algunes obres destacades són The Wasp Factory (1984), Consider Phlebas (1987) The Player of Games (1988) i Complicity (2000), algunes d'elles adaptades a la televisió. En aquestes obres es pot apreciar el seu compromís amb idees polítiques d'esquerra.